# Bartonella
Bartonella ist eine Gattung von Bakterien. Es handelt sich um in der Regel parasitisch innerhalb der Wirtszellen (intrazellulär) lebende Bakterien. Die Wirtszellen sind meist Endothelzellen oder rote Blutkörperchen (Erythrozyten). Überträger sind für die meisten Arten Insekten. Bei den Menschen und anderen Wirbeltieren lösen die verschiedenen Arten ein breites Spektrum von Infektionskrankheiten aus. Die verschiedenen Krankheitsformen beim Menschen werden zusammengefasst als Bartonellosen bezeichnet. Bartonella ist die einzige Gattung der Familie Bartonellaceae.
Bartonella ist nach dem peruanischen Arzt und Mikrobiologen Alberto Leonardo Barton (1870–1950) benannt.

## Merkmale
Es handelt sich um kleine (0,5–0,6 × 1,0 Mikrometer), faden-, stäbchen- oder tröpfchenförmige Bakterien. Sie zählen zu den gramnegativen Bakterien. Für den Stoffwechsel wird freier Sauerstoff benötigt, sie sind aerob.
Einige Arten nutzen zur aktiven Bewegung Pili, auch Arten mit Flagellen kommen vor. Sie sind nicht obligat intrazellulär, d. h., sie können auch außerhalb von Zellen leben und können somit auf Nährboden kultiviert werden. Diese Eigenschaft trennt sie von den Rickettsiales, zu denen sie früher zugeordnet wurden. Zur Kultivierung wird Hämin benötigt.
| [ 1 ]            | Temperatur- optimum | Oxidase | Katalase | Flagellen | twichtching mobility |
| ---------------- | ------------------- | ------- | -------- | --------- | -------------------- |
| B. alsatica      | 35                  | -       | -        | -         |                      |
| B. bacilliformis | 25–30               | -       | +        | +         |                      |
| B. clarridgeia   | 35–37               | -       | -        | +         |                      |
| B. doshiae       | 35–37               | ?       | ?        | ?         |                      |
| B. elizabethae   | 35–37               | -       | -        | -         | -                    |
| B. henselae      | 35–37               | -       | divers   | -         | +                    |
| B. quintana      | 35–37               | divers  | -        | -         | +                    |
| B. tribocorum    | 35                  | -       | -        | -         |                      |

## Bartonella als Krankheitserreger
Die drei wichtigsten krankheitserregenden Arten für den Menschen sind Bartonella bacilliformis, B. quintana und B. henselae.
Bartonella bacilliformis besitzt 1–10 polare Flagellen, auch subpolare oder laterale Flagellen kommen vor. Diese Art löst das Oroya-Fieber aus, woraus sich als zweite Phase der Erkrankung das Verruga peruana (Peru-Warze) entwickelt. Die Überträger sind Stechmücken (Sandmücken, Lutzomyia), der Mensch ist der Hauptwirt. Da diese Erreger unbehandelt innerhalb der Erythrozyten persistieren, können Infizierte monatelang symptomlos bleiben und führen zu Krankheitssymptomen erst bei gestörtem Immunstatus z. B. bei HIV-Infektion, Tumorerkrankung et cetera.
Bartonella quintana ist der Auslöser des Fünf-Tage-Fiebers, der Peliosis hepatis und der Bazillären Angiomatose. Der Überträger ist die Kleiderlaus. Das Bakterium wird hierbei von der Laus mit dem Kot ausgeschieden.
Die Art Bartonella henselae ist für die Katzenkratzkrankheit, und wie auch B. quintana für die Peliosis hepatis und für die Bazilläre Angiomatose verantwortlich. Sie besitzt ebenfalls Pili anstelle von Flagellen. Das Reservoir ist die Hauskatze, Überträger auf den Menschen ist die Katze oder der Katzenfloh.
Eine spezielle Manifestation der Bartonellose kann eine Nervenentzündung (Gesichtsnervenentzündung, Meningitis), insbesondere des Sehnervs mit plötzlichem meist einseitigem Sehschärfenverlust, diffusen Gesichtsfeldausfällen, einer meist damit verbundenen Stauungspapille und einseitigem Kopfschmerz (fehldiagnostizierte Migräne) sein. Oft fehlen dann die klassischen Begleitsymptome von Lymphknotenschwellung und Fieber. An der Netzhaut findet sich nach ca. 2 Wochen eine durch Exsudate verursachte Sternfigur (Macula stellata). Man vermutet, dass diese Form der Bartonellose wegen ihrer guten Selbstheilungstendenz weniger oft diagnostiziert wird als sie tatsächlich auftritt. Eine zügig durchgeführte Diagnostik mittels Enzymimmunassay sowie eine schnelle und ausreichend nachhaltige Therapie (Doxycyclin/Rifampicin) ist Voraussetzung für einen günstigen Heilungsverlauf. Trotzdem kann auch noch ein nach Jahren erst auffallender Schaden am Sehnerven entstehen.
Weitere, mit Infektionskrankheiten des Menschen in Verbindung gebrachte Arten sind:
- Bartonella clarridgeiae (Katzenkrankheit)
- Bartonella elizabethae (Endokarditis)
- Bartonella grahamii (Retinitis)
- Bartonella vinsonii subsp. aurepensis (Bakteriämie)
- Bartonella vinsonii subsp. berkhoffii (Endokarditis)
- Bartonella clarridgeiae

Einige nicht pathogene Arten:
- Bartonella alsatica, Wirte sind Kaninchen
- Bartonella doshiae, Wirt Nagetiere
- Bartonella grahamii Nagetiere, Insektenfresser (Insectivora)

## Systematik
Die Gattung Bartonella wurde von der Ordnung Rickettsiales getrennt und nun einer eigenen Familie, der Bartonellaceae zugeordnet. Auch die beiden Gattungen Grahamella und Rochalimaea, früher den Rickettsiales zugeordnet, werden nun zu Bartonella gestellt. Bartonella zählt zu der Familie Bartonellaceae. Hierzu zählen nur 2 Gattungen, neben Bartonella noch die noch nicht vollständig anerkannte Art "Candidatus Tokpelaia hoelldobleri". Hiervon ist nur das Genom bekannt, es wurde von Neuvonen und Mitarbeitern 2016 innerhalb der Termite Harpegnathos saltator isoliert.
Die engsten Verwandten von Bartonella sind Agrobacterium, Rhizobium (beide Familie Rhizobiaceae) und Brucella (Familie Brucellaceae). Wie auch Bartonella zählen sie zu den Alphaproteobakterien. Arten von Brucella sind wie auch Bartonella intrazelluläre Parasiten von Säugetieren. Agrobacterium und Rhizobium können bei Pflanzen als Parasiten oder mutualistisch auftreten. Alle sind keine obligaten intrazellulären Parasiten und können in vitro kultiviert werden.
Eine Auswahl von Arten und Unterarten (Stand 9. September 2017), B. bacilliformis ist die Typusart.
- Bartonella alsatica Heller et al. 1999
- Bartonella bacilliformis (Strong et al. 1913) Strong et al. 1915
- Bartonella birtlesii Bermond et al. 2000
- Bartonella bovis Bermond et al. 2002 non Donatien & Lestoquard 1934
- Bartonella capreoli Bermond et al. 2002
- Bartonella chomelii Maillard et al. 2004
- Bartonella clarridgeiae Lawson & Collins 1996
- Bartonella coopersplainsensis Gundi et al. 2009
- Bartonella doshiae Birtles et al. 1995
- Bartonella elizabethae (Daly et al. 1993) Brenner et al. 1993
- Bartonella grahamii Birtles et al. 1995
- Bartonella henselae (Regnery et al., 1992) Brenner et al., 1993
- Bartonella japonica Inoue et al. 2010
- Bartonella queenslandensis Gundi et al. 2009
- Bartonella quintana (Schmincke 1917) Brenner et al. 1993
- Bartonella rochalimae Eremeeva et al. 2012
- Bartonella schoenbuchensis corrig. Dehio et al. 2001
- Bartonella talpae (Ristic & Kreier 1984) Birtles et al. 1995
- Bartonella vinsonii (Weiss & Dasch 1982) Brenner et al. 1993 emend. Kordick et al. 1996
  - Bartonella vinsonii subsp. arupensis Welch et al. 2000
  - Bartonella vinsonii subsp. berkhoffii Kordick et al. 1996
  - Bartonella vinsonii subsp. vinsonii (Weiss & Dasch 1982) Kordick et al. 1996